# Каннабих, Кристиан
Иоганн Кристиан Инноценц Бонавентура Канна́бих (нем. Johann Christian Innocenz Bonaventura Cannabich; 28 декабря 1731, Мангейм — 20 января 1798, Франкфурт-на-Майне) — немецкий дирижёр, скрипач и композитор, представитель Мангеймской школы. Отец Карла Каннабиха.

## Биография
Родился в семье придворного флейтиста Мартина (Маттиаса) Каннабиха (1690—1773). Учился у руководителя мангеймской придворной капеллы Иоганна Стамица, с 1744 года играл в придворном оркестре как стажёр, с 1746 года как полноправный участник. В начале 1750-х гг. на средства пфальцского курфюрста Карла Теодора был направлен в Италию, где в течение трёх лет изучал композицию под руководством Никколо Йоммелли, затем провёл некоторое время в Милане в кругу композитора-новатора Джованни Баттиста Саммартини. В 1756 году вернулся в Мангейм, с 1759 года (после смерти Стамица) концертмейстер, с 1774 года один из капельмейстеров придворного оркестра (курировавший инструментальные концерты). Трижды (1764, 1766, 1772) гастролировал в Париже как исполнитель и композитор, отчасти благодаря покровительству герцога Цвайбрюккенкского Кристиана IV (Каннабих был женат на фрейлине герцогини), — это принесло ему общеевропейскую репутацию. В 1778 году вместе со всей придворной капеллой перебрался в Мюнхен после того, как Карл Теодор стал курфюрстом Баварии, с 1788 года единоличный руководитель объединённого оркестра.
Вольфганг Амадей Моцарт в 1777—1778 гг., во время своего пребывания в Мангейме, некоторое время жил в доме Каннабиха, давал уроки фортепианной игры его старшей дочери Розине (1764—1839).

## Творчество
Слава Каннабиха была в первую очередь связана с руководством Мангеймской капеллой, хотя оркестр уже был доведён до совершенства его предшественником Стамицем. «У него есть дар удерживать в порядке самый большой оркестр простым кивком головы и движением локтя. <…> Пожалуй, никто и никогда так тщательно не изучал колорит скрипок, как этот мастер», — писал о Каннабихе Кристиан Шубарт, подразумевая управление оркестром с места концертмейстера. Аррай фон Доммер отмечал также, что учениками Каннабиха было большинство работавших в Мангейме скрипачей.
В композиторском наследии Каннабиха наибольшее значение имели симфонии, которых он написал около 90. Значительной, но недолгой популярностью пользовались его балеты — в частности, «Анжелика и Медор» (1770, по эпизоду из поэмы Ариосто «Неистовый Роланд»), «Кортес и Телаира» (фр. Cortez et Thélaire; 1777, с успехом повторён в 1794 году в Берлине), «Сошествие Геракла в преисподнюю» (фр. La descente d’Hercule aux enfers; 1778). Несколько опер Каннабиха и многочисленные камерные ансамбли не были столь успешны.